# Będziemyśl
Będziemyśl is een plaats in het Poolse district  Ropczycko-sędziszowski, woiwodschap Subkarpaten. De plaats maakt deel uit van de gemeente Sędziszów Małopolski en telt 900 inwoners.

## Verkeer en vervoer
- Station Będziemyśl